# مجموعه تپه‌های کهریزک
مجموعه تپه‌های کهریزک مربوط به هزاره اول قبل از میلاد است و در تهران، ضلع جنوبی دیوار بهشت زهرا واقع شده و این اثر در تاریخ ۲۱ اردیبهشت ۱۳۶۵ با شمارهٔ ثبت ۱۷۱۲ به‌عنوان یکی از آثار ملی ایران به ثبت رسیده است.